# Juliusz Au
Juliusz Leon Au  (ur. 11 kwietnia 1842 w Poznaniu, zm. 8 września 1888 w Dublanach) – polski ekonomista specjalizujący się w ekonomice rolnictwa.
Ukończył szkoły średnie w Wielkopolsce, odbył kilkuletnią praktykę rolniczą (1858-61). Studia rozpoczęte w 1862 w Akademii Leśnej w Tharandt k. Drezna przerwał, aby wziąć udział w powstaniu styczniowym. W latach 1862–1866 studiował Heidelbergu, Hohenheimie i na Akademii Rolniczej w Poppelsdorf połączonej z Uniwersytetem w Bonn. Stopień doktora filozofii uzyskał w 1866 na uniwersytecie w Heidelbergu. W latach 1870–1876 dyrektor i współorganizator Wyższej Szkoły Rolniczej w Żabikowie k. Poznania. Pomyślnie rozwijająca się szkoła w ciągu trzech lat istnienia została przekształcona w uczelnię wyższą, a zamknięta przez władze pruskie 1 X 1876. Po zamknięciu szkoły przenosi się do Dublan, gdzie w latach 1878–1879 piastuje stanowisko profesora ekonomii i administracji oraz dyrektora tamtejszej Wyższej Szkoły Rolniczej. Był współpracownikiem Encyklopedii rolnictwa z 1879 r. oraz autorem licznych artykułów i monografii.